# 陈洪 (1948年)
陈洪（1948年7月—），男，原籍山东栖霞，生于天津，中国古典文学研究家，现任南开大学教授、博士生导师，天津市文学艺术界联合会主席，曾任南开大学文学院院长，南开大学常务副校长。